# Herminium yunnanense
Herminium yunnanense är en orkidéart som beskrevs av Robert Allen Rolfe. Herminium yunnanense ingår i släktet honungsblomstersläktet, och familjen orkidéer. Inga underarter finns listade i Catalogue of Life.